# Camault Muir
Camault Muir is een dorp in de Schotse lieutenancy Inverness in het raadsgebied Highland ongeveer 6 kilometer ten zuiden van Beauly.